# Eva Rusz
Eva Rusz, född 1956, är en svensk psykoterapeut och programledare.
Rusz var programledare i ett eget program på den kommersiella pratradiostationen Radio 1 samt programledare sista veckan för Danmarks röst på den danska public service-kanalen Radio24syv.
Rusz var programledare i TV4 för programmet Bröllopsform tillsammans med Martin Lidberg.